# Teatro Massimo (Pescara)
Il Teatro Massimo è un teatro storico di Pescara. 
L'edificio, terminato nel 1936 da un progetto di Vincenzo Pilotti, fu costruito secondo i caratteri dell'architettura razionalista di regime e costituì il teatro più grande dell'Abruzzo. Situato nel centro della città, il teatro dispone di sei sale, di cui la principale, destinata a spettacoli teatrali e concertistici, ha una capienza complessiva di mille posti a sedere. L'edificio è di proprietà della Fondazione Pescarabruzzo.

## Storia
Nell'area di Castellammare Adriatico (fusosi con Pescara nel 1927), esistevano due teatri pubblici, il cinema Olimpia in piazza Vittorio Emanuele (attuale piazza Sacro Cuore), e il Kursaal di Leopoldo Muzii in piazza primo Maggio, sostituito nel 1923 dal Teatro Pomponi, usato anche come cinematografo, demolito nel 1963.
L'ipotesi di costruire un nuovo edificio destinato a spettacoli teatrali e cinematografici per la città di Pescara fu avanzata negli anni trenta grazie alle concessioni dell'amministrazione fascista. Il progetto del Teatro Massimo fu affidato all'ingegnere Giammaria Attilio, il quale lavorò alla sua realizzazione assieme all'architetto Vincenzo Pilotti. Protagonista della vicenda pescarese di inizio Novecento, Pilotti realizzò numerose architetture civili del posto, tra cui l'adiacente Palazzo di Città. 

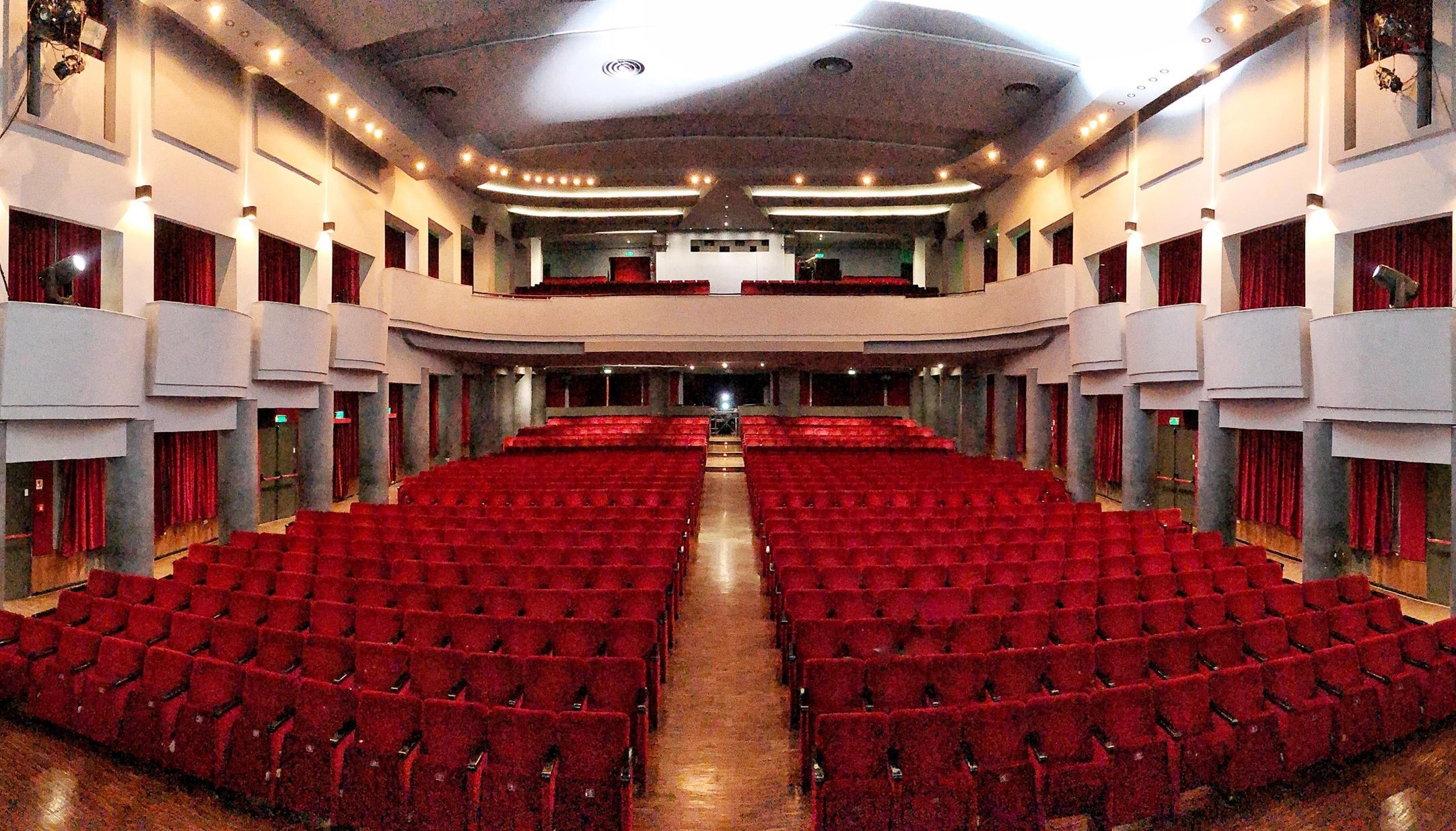
Interno della sala teatrale

L'edificio fu realizzato sopra il bastione San Francesco, residuo dell'antica Fortezza Regia di Pescara. La struttura è provvista di ingresso con portale architravato i cui stipiti sorreggono una balaustra di protezione, in stile littorio. L'interno è dotato del palcoscenico principale e dell'ordine superiore di cinque palchi per ogni lato, con una galleria rialzata sopra la platea.
Il Teatro Massimo fu inaugurato nel 1936 con una capienza di 1600 posti, la quale lo rese il più grande teatro della regione. La funzione di associazione teatrale stabile fu affidata alla Società del Teatro e della Musica, presieduta in passato anche da Ennio Flaiano e Edoardo Tiboni, condividendo le rappresentazioni in programma con il Teatro Circus, costruito alla fine degli anni sessanta a ridosso del centrale corso Vittorio Emanuele II.
Negli anni duemila, il Teatro Massimo fu acquisito dalla Fondazione Pescarabruzzo, la quale lo inserì all'interno del progetto denominato Pescara Cityplex, che tuttora raggruppa e congiunge le sale cinematografiche presenti sul territorio pescarese. Nel corso degli anni, la struttura fu ampliata fino ad includere un totale di sei sale cinematografiche, per una capienza complessiva di 2370 posti.